# 강지광
강지광(姜知光, 1990년 10월 23일 ~ )은 전 KBO 리그 SSG 랜더스의 투수, 외야수이다.

## 선수 생활

### LG 트윈스시절
2009년 LG 트윈스의 2차 3순위 지명을 받아 입단하였다. 지명 당시에는 투수였으나, 입단 후 외야수로 전향했다. 사회복무요원 복무 후 2013년 11월 22일에 2차 드래프트를 통해 넥센 히어로즈로 이적하였다.

### 넥센 히어로즈시절

#### 2014년 시즌
이택근과 수비 도중 충돌로 인해 십자인대가 파열되며 시즌 아웃됐다. 결국 1군에서 단 1경기에 출전하는데 그쳤다.

#### 2015년 시즌
2014년 시즌보다 많은 경기에 출전했다. 선발 라인업에도 이름을 올렸는데, 주루 연습을 하다가 무릎에 통증이 와서 경기 전에 교체됐고 또 시즌 아웃됐다.
시즌 13경기에 출전해 2할대 타율, 5안타, 2타점을 기록했다.

#### 2016년 시즌
7월 27일 두산전에서 유희관을 상대로 데뷔 첫 홈런을 기록했다.
처음으로 시즌 아웃없이 한 시즌을 보냈지만, 기대에 못 미치는 성적을 기록했다.

### SK 와이번스&SSG 랜더스시절
2차 드래프트를 통해 SK 와이번스로 이적하였고, 다시 투수로 전향했다. 2020년부터 어깨 부상으로 인해 다시 타자로 전향했다가, 6월에 또 다시 투수로 전향했다.
SSG 랜더스로 바뀐 후 2021년에는 1군 1경기에 등판했으나 볼넷을 남발하며 다시 2군으로 내려갔고, 10월 31일에 방출됐다.
방출된 후 은퇴했고, 부인이 운영하는 유튜브 채널을 통해 미국 캘리포니아주로 이민을 떠난 것으로 알려졌다.

## 별명
- 부상을 자주 입어 유리몸이라는 뜻의 '유리지광'이라고 불린다.

## 출신 학교
- 전주진북초등학교
- 상인천중학교
- 인천고등학교

## 통산 기록
- 투수 기록

| 연도 | 팀명  | 평균자책점 | 경기 | 완투 | 완봉 | 승 | 패 | 세 | 홀 | 승률  | 타자 | 이닝 | 피안타 | 피홈런 | 볼넷 | 사구 | 탈삼진 | 실점 | 자책점 |
| ---- | ----- | ---------- | ---- | ---- | ---- | -- | -- | -- | -- | ----- | ---- | ---- | ------ | ------ | ---- | ---- | ------ | ---- | ------ |
| 2018 | SK    | 21.00      | 4    | 0    | 0    | 0  | 0  | 0  | 0  | -     | 21   | 3    | 8      | 1      | 4    | 0    | 3      | 7    | 7      |
| 2019 | SK    | 3.95       | 25   | 0    | 0    | 2  | 4  | 0  | 6  | 0.333 | 115  | 27.1 | 24     | 0      | 11   | 0    | 15     | 14   | 12     |
| 2020 | SK    | 4.91       | 6    | 0    | 0    | 0  | 0  | 0  | 0  | -     | 20   | 3.2  | 7      | 1      | 1    | 0    | 4      | 3    | 2      |
| 2021 | SSG   | 36.00      | 1    | 0    | 0    | 0  | 0  | 0  | 0  | -     | 10   | 1    | 3      | 0      | 4    | 0    | 1      | 1    | 4      |
| 통산 | 4시즌 | 6.43       | 36   | 0    | 0    | 2  | 4  | 0  | 6  | 0.333 | 166  | 35   | 42     | 2      | 20   | 0    | 23     | 28   | 25     |

- 타자 기록

| 연도 | 팀명  | 타율  | 경기 | 타수 | 득점 | 안타 | 2루타 | 3루타 | 홈런 | 루타 | 타점 | 도루 | 도실 | 볼넷 | 사구 | 삼진 | 병살 | 실책 |
| ---- | ----- | ----- | ---- | ---- | ---- | ---- | ----- | ----- | ---- | ---- | ---- | ---- | ---- | ---- | ---- | ---- | ---- | ---- |
| 2014 | 넥센  | 0.000 | 1    | 1    | 0    | 0    | 0     | 0     | 0    | 0    | 0    | 0    | 0    | 0    | 0    | 1    | 0    | 0    |
| 2015 | 넥센  | 0.278 | 13   | 18   | 3    | 5    | 0     | 0     | 0    | 5    | 2    | 0    | 0    | 2    | 1    | 9    | 0    | 1    |
| 2016 | 넥센  | 0.197 | 40   | 66   | 10   | 13   | 2     | 0     | 1    | 18   | 7    | 1    | 3    | 11   | 1    | 24   | 1    | 1    |
| 2017 | 넥센  | 0.000 | 1    | 2    | 0    | 0    | 0     | 0     | 0    | 0    | 0    | 0    | 0    | 0    | 0    | 1    | 0    | 0    |
| 2018 | SK    | 0.000 | 1    | 1    | 0    | 0    | 0     | 0     | 0    | 0    | 0    | 0    | 0    | 0    | 0    | 0    | 0    | 0    |
| 통산 | 5시즌 | 0.205 | 56   | 88   | 13   | 18   | 2     | 0     | 1    | 23   | 9    | 1    | 3    | 13   | 2    | 35   | 1    | 2    |